# HD 12039
HD 12039는 고래자리 방향으로 지구로부터 약 133 광년 떨어져 있는 변광성이다. 이 별은 표면의 자기 활동으로 별의 밝기가 변하기 때문에 용자리 BY형 변광성으로 분류할 수 있다. 항성 분광형은 G4V 로 태양과 비슷하며 광도분류 V는 이 별이 중심핵에서 열핵 반응으로 수소를 태워 에너지를 생산하는 주계열 단계에 있음을 뜻한다. 유효 온도는 5,585 K으로 가시광선상 노란 빛을 뿜는다. 질량은 태양과 거의 비슷하나 광도는 89 퍼센트 수준이다. 나이는 태양에 비해 상대적으로 젊은데 약 750~800 만 년이라는 학설과 약 3천만 년 정도 되었다는 설이 있다.
2006년 스피처 우주 망원경으로 이 별을 적외선 영역으로 관측한 결과 항성 주위에 먼지 원반이 있음을 확인했다. 이 원반은 소행성대와 비슷한 것으로 보인다. 원반의 온도는 약 110 켈빈으로 위치는 중심별로부터 4~6 천문단위(태양계의 목성 궤도 정도 거리)에 있다. 이 파편 원반은 지름 100 킬로미터 정도 되는 미행성들이 서로 부딪쳐 만들어졌을 것이다. HD 12039 계에서 70 마이크로미터 파장에서는 초과 방출이 관측되지 않았는데 이로써 이 별은 태양계 카이퍼 벨트처럼 차갑고 멀리 떨어져 있는 구조를 거느리지 않음이 확인되었다.
천문학자들은 이 항성으로부터 약 3~15.5 천문단위 범위에 목성 질량 2~10배 사이의 외계 행성이 있으리라 추정하고 이를 찾기 위해 노력했다. 그런데 2007년에 항성 가까운 곳에서 동반 천체로 추측되는 것이 발견되었다. 이 천체는 중심별로부터 0.15 초각 떨어진 곳에 있었으며 배경 물체가 아니라 항성의 중력에 구속된 천체일 가능성이 높다.
이 별은 큰부리새-시계자리 성협(T-WA, 우주공간을 같은 움직임을 보이면서 이동하는 항성 무리) 일원으로 지목되어 왔다. 성협 나이는 약 3천만 년이다. 별의 우주속도 요소는 [U, V, W] = [−0.6, −16.3, 5.0] km/s 이다. 이로부터 이 별이 은하중심으로부터 23,100 ~ 26,112 광년 거리를 두고 궤도이심률 0.06을 그리면서 공전하고 있음이 나온다. 또한 공전궤도 경사각으로부터 은하면에 대하여 최대 293 광년까지 멀어짐도 알 수 있다.